# Ibn al-Nafis
Ala al-Din Abu al-Hassan Ali ibn Abi-Hazm al-Qarshi al-Dimashqi (în arabă: علاء الدين أبو الحسن عليّ بن أبي حزم القرشي الدمشقي ) (n. 1213, Damasc, Imperiul Selgiuc – d. 17 decembrie 1288, Cairo, Sultanatul Mameluc) a fost unul dintre cei mai mari polimați musulmani.  Activitate sa este legată de foarte multe domenii: fizică, anatomie, fiziologie, chirurgie, oftalmologie, teologie, filozofie, logică, psihologie, sociologie, astronomie, geologie, gramatică, lingvistică, istorie, futurologie, teoria și filozofia științei.

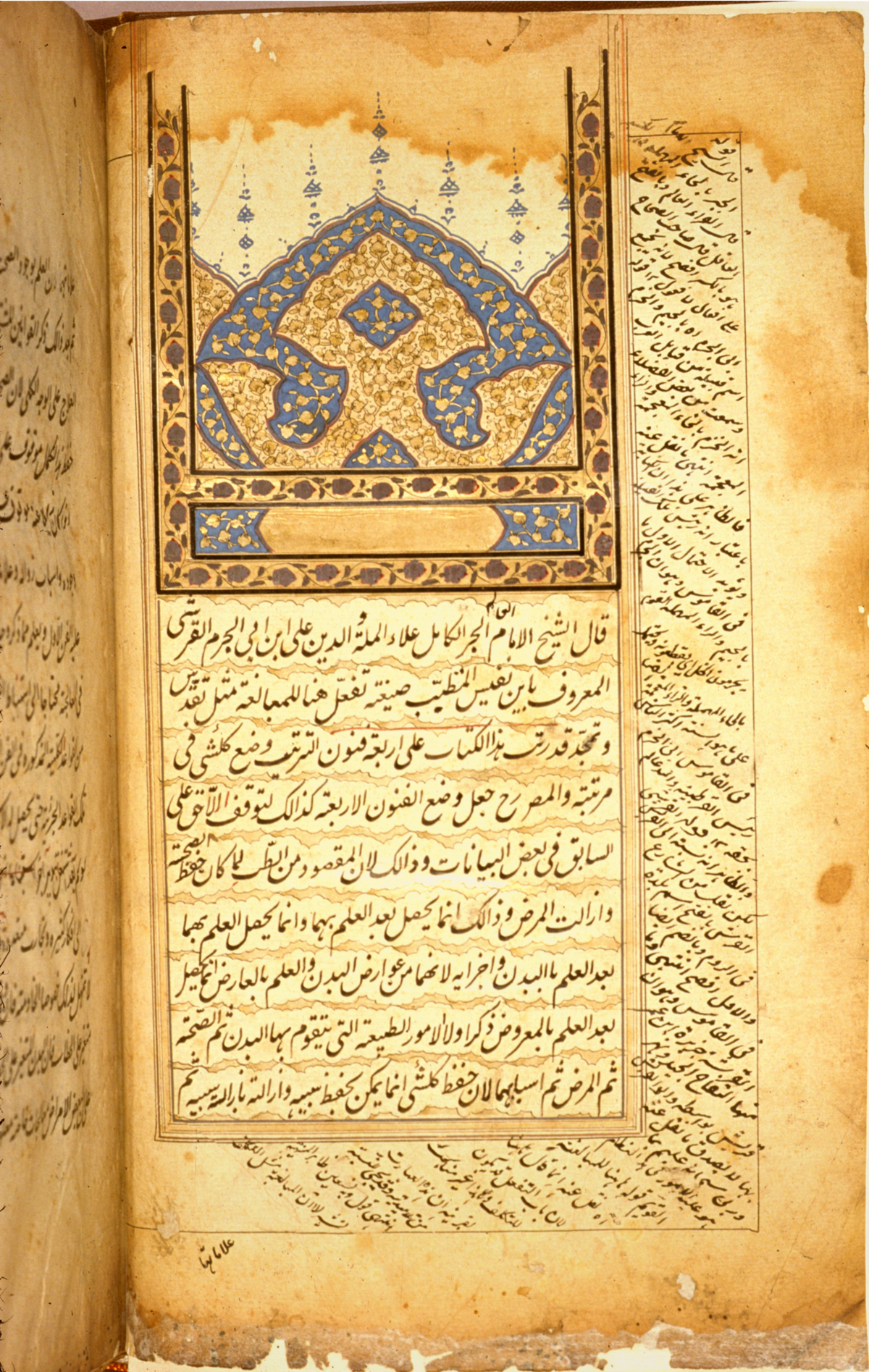
Prima pagină a unui tratat de-al lui Ibn al-Nafis

## Biografie
S-a născut la Damasc. Urmează colegiul medical al-Noori din orașul natal unde, pe lângă medicină, mai studiază și literatura arabă, jurisprudență, teologie și filozofie. Ibn al-Nafis devine expert în drept islamic și medicină.
În 1236 se mută la Cairo. Lucrează la spitalul Al-Nassri, apoi la Al-Mansouri, unde devine medic-șef.
Ibn al-Nafis a trăit într-o perioadă marcată de puternice frământări politice și sociale. Este vorba de cruciade și de Marea invazie mongolă, urmată de asediul și cotropirea Bagdadului (1258), apoi a Siriei (1259).
Ca mulți alți musulmani, al-Nafis a considerat toate aceste invazii ca fiind o pedeapsă divină asupra musulmanilor care s-au abătut de la islamismul sunit, căruia al-Nafis îi era adept.
În perioada 1260 - 1277, al-Nafis este medicul personal al sultanului Baibars.
După moartea sa, locuința sa este donată, așa cum chiar al-Nafis dorise, spitalului Mansuriya.

## Contribuții în medicină

### Sistemul circulator
Până atunci era considerată valabilă teoria lui Galen, îmbunătățită de Avicenna. Aceasta susținea că sângele ajunge în partea dreaptă a inimii, trece prin niște "pori" prin septul cardiac și ajunge în partea stângă, unde se amestecă cu aer preluând acel "spirit divin" pentru a-l transporta în tot trupul. Mai mult, la Galen, sistemul venos era separat de cel arterial, singura zonă de contact era formată din acei "pori" invizibili.
Ibn al-Nafis arată că această doctrină este eronată, astfel că:
- Infirmă existența porilor invizibili din septul interventricular.
- Arată că sângele care vine din ventriculul drept către plămâni, interacționează cu aerul trecând prin venele pulmonare.
- Infirmă teoria conform căreia sângele, combinat cu așa-zisul "spirit", ar trece din plămâni spre ventriculul stâng, când de fapt lucrurile se petrec invers.
- Demonstrează că există numai două ventricule, nu trei, cum susținea Avicenna.
- Susține că ventriculele sunt alimentate de sângele provenind din mici vase sanguine (ulterior vor fi numite vase coronare) și nu de către sângele depozitat în ventriculul drept
- Observă că venele pulmonare primesc sânge din arterele pulmonare, de aici și presupunerea că există o legătură directă între cele două sisteme sanguine, ceea ce mai târziu va conduce la descoperirea circulației capilare.

### Lucrări
- Al-Shamil fi al-Tibb: comentarii aspra Canonului de medicină a lui Avicenna[6]
- Kitab al-Mujiz or Mujiz al-Qanun: o ediție pentru studenți a celebrului Canon
- Kitab al-Mukhtar fi al-Aghdhiya: despre efectele dietei asupra sănătății
- Risalat al-A'ada'a: un fel de eseu asupra organelor
- diverse alte comentarii în ceea ceprivește medicina și dreptul

## Lingvistică
În domeniul lingvisticii arabe, Ibn al-Nafis a scris două cărți:
- Tareeq al-Fasaha ("Drumul către elocvență")
- Comentarii asupra lucrării Al-Fusous ("Segmentele") a lingvistului arab Said bin al-Hassan al-Rab'i al-Baghdadi

## Logică
În ceea ce privește logica, savantul arab a scris două lucrări:
- Comentarii asupra operelor Al-Isharat ("Semnele") și Al-Hidayah ("Călăuzirea") ale lui Avicenna.
- Al-Wurayqat ("Documentele"): sunt studiate lucrările de logică și retorică, precum și celebrul Organon ale lui Aristotel.